# 新扎利夏

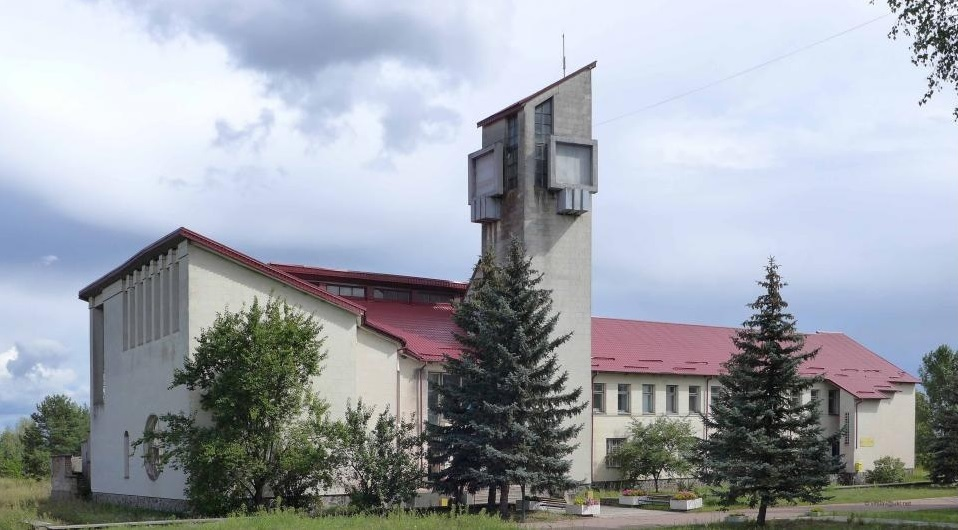
村委会建筑

50°41′25″N 29°58′7″E / 50.69028°N 29.96861°E
新扎利夏（羅馬化：Nove Zalissia）是位於烏克蘭北部基辅州布恰区博罗江卡市镇的村莊。該村始建於1986年，面積20平方公里，海拔高度143米，2001年人口1,522，人口密度每平方公里76.1人。